# 王養俊
王養俊，字損之，號啓泰。直隶廣德州人，軍籍。明朝政治人物。同進士出身。

## 生平
萬曆十六年戊子科應天鄉試舉人，二十六年（1598年），登戊戌科進士，吏部觀政，任绍兴府推官。疏旷落职，家居十载，抚按以清操文望交荐，起東昌府儒学教授，升國子監助教，萬曆四十年（1612年）升南京户部山东司主事，歷升员外郎、郎中，天啓四年（1624年）转四川按察司副使，升广东参政。更历中外数十年，所至皆清风高节，文章俊逸，飘飘有仙气。